# Amphoteros (Sohn des Alkmaion)
Amphoteros (altgriechisch Ἀμφότερος Amphóteros) ist eine Gestalt der griechischen Mythologie. 
Amphoteros war ein Sohn des Alkmaion und der Najade Kallirrhoë, Tochter des Flussgottes Acheloos. Als er noch ein Kind war, wurde sein Vater durch die Brüder seiner früheren Gattin Arsinoë (oder Alphesiboia) – Pronoos und Agenor in der Bibliotheke des Apollodor, Temenos und Axion bei Pausanias – erschlagen. Auf Bitten Kallirrhoës ließ Zeus Amphoteros und seinen Bruder Akarnan schnell zu Männern heranwachsen, um den Tod ihres Vaters rächen zu können. Amphoteros und sein Bruder ziehen aus und töten bei Agapenor in Tegea Arsinoës Brüder, die Söhne des Phegeus, als diese auf dem Wege nach Delphi sind. Sie entwenden bei dieser Gelegenheit das Halsband und den Peplos der Harmonia, die in Delphi dem Apollon hätten geweiht werden sollen, und ziehen weiter nach Psophis, wo sie Phegeus selbst und dessen Frau umbringen. Auf Befehl ihres Großvaters übergeben sie Halsband und Peplos der Harmonia dem Gott in Delphi. Von dort brechen sie nach Epirus auf und lassen sich in dem Landstrich nieder, der von Akarnan seinen Namen Akarnanien erhielt.